# Paolo Selvadagi

Wappen von Paolo Selvadagi

Paolo Selvadagi (* 12. Juli 1946 in Rom) ist ein italienischer römisch-katholischer Geistlicher und emeritierter Weihbischof in Rom.

## Leben
Paolo Selvadagi empfing am 8. Dezember 1972 das Sakrament der Priesterweihe für das Bistum Rom. Von 1984 bis 2009 war er Rektor des Pontificio Seminario Romano Minore.
Am 14. Juni 2013 ernannte ihn Papst Franziskus zum Titularbischof von Salapia und zum Weihbischof in Rom. Die Bischofsweihe empfing er am 7. September 2013 durch den Kardinalvikar des Bistums Rom, Agostino Vallini; Mitkonsekratoren waren der Apostolische Nuntius in Italien, Erzbischof Adriano Bernardini, und der Vizegerent im Bistum Rom, Erzbischof Filippo Iannone OCarm.
Am 5. Dezember 2020 ernannte ihn Papst Franziskus zum Mitglied der Kongregation für die Selig- und Heiligsprechungsprozesse. Am 9. September 2022 nahm Franziskus Selvadagis altersbedingtes Rücktrittsgesuch an.